# Peizerweg

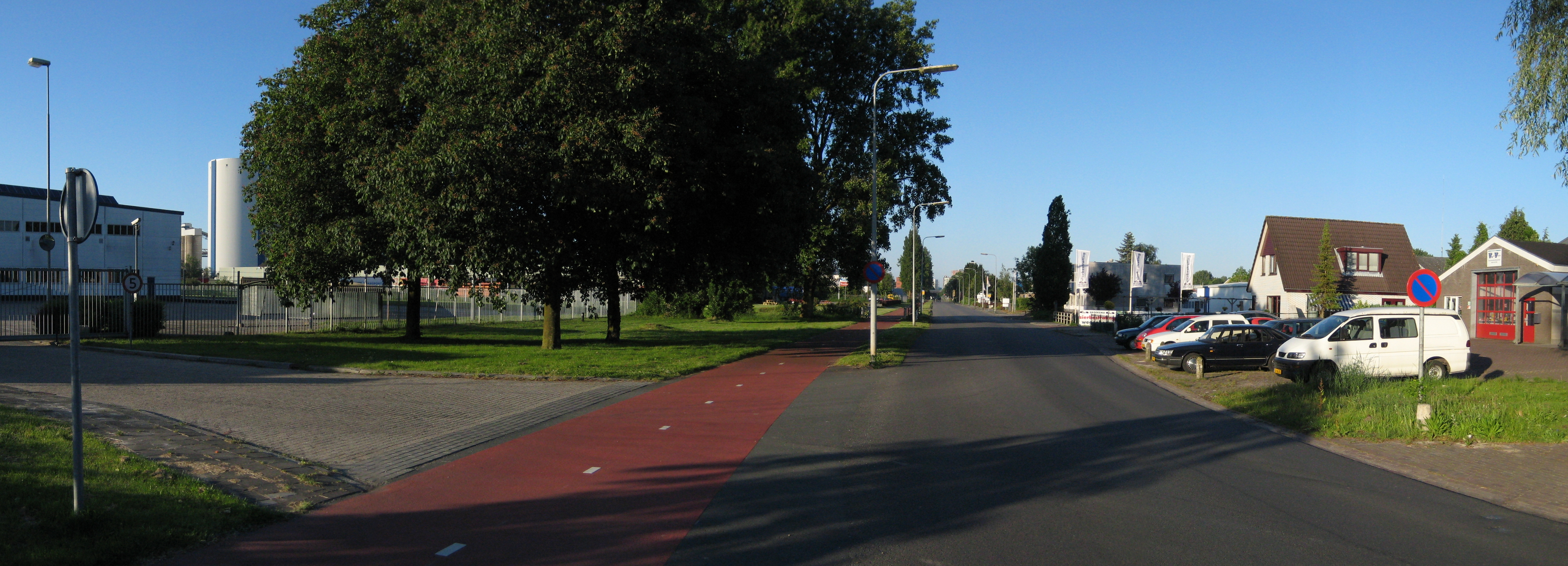
De Peizerweg in oostelijke richting in 2009. Over het fietspad liep tot in de jaren tachtig het tracé van de tramlijn Groningen-Drachten.

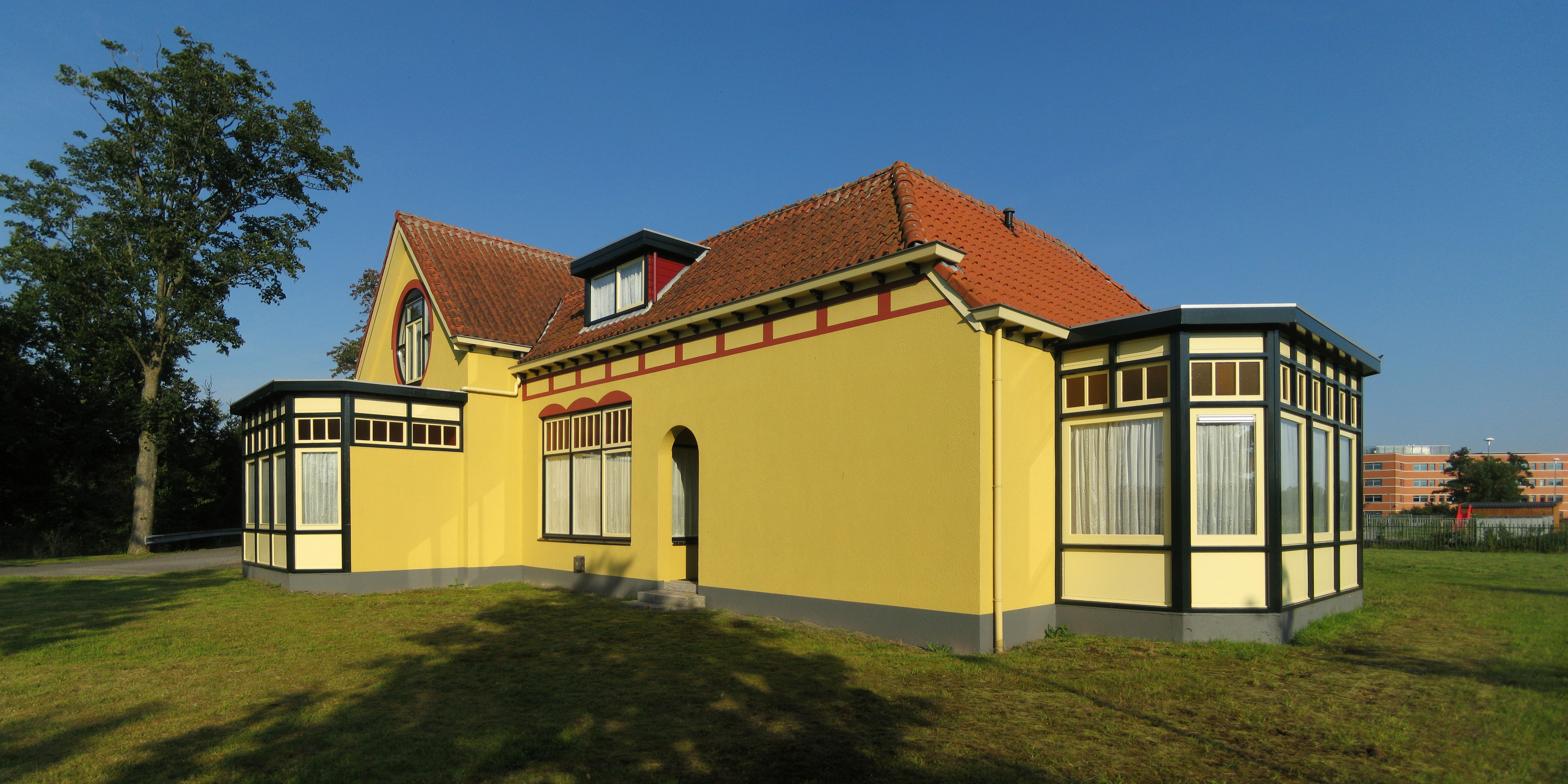
Voormalig Café Niestijl aan de Peizerweg (2012)

De Peizerweg is een straat en was een gehucht in de Nederlandse stad Groningen. De straat stond vroeger bekend als de Drentsche Laan en vormde een belangrijke verbinding met Noordwest-Drenthe en Zuidoost-Friesland. De Drentsche Laan werd tussen 1883 en 1885 veranderd in een minder bochtige klinkerweg en kreeg in 1900 de naam Peizerweg. De later aangelegde A7 ontlastte de Peizerweg. 
Langs de Peizerweg liggen een aantal wijken en gehuchten, waaronder de Zeeheldenbuurt, industriegebied Peizerweg, De Buitenhof (Peizerhoven), Bangeweer (Het Streekje en Bandringa), (woonwagenkamp) De Kring en Kranenburg.
Het tracé van de voormalige stoomtramlijn Groningen-Drachten (aangelegd in 1913) liep tot in de jaren tachtig langs een gedeelte van de Peizerweg.
Een gedeelte van de Peizerweg is in de jaren 2000 omgevormd in een busbaan tussen het Groninger hoofdstation en een transferium aan de A7 bij de noordwestrand van Hoogkerk. Meerdere Q-linkroutes lopen over deze busbaan.
In 2016 werd de Eemsgolaan (rijweg en fietspad) door een tunnel onder de Peizerweg (busbaan en fietspad) geleid. 